# 广平县
广平县是河北省邯郸市下辖的一个县。县人民政府驻广平镇勤政路1号。
广平之名，始见《汉书》，西汉时曾设置广平国及广平县。嘉靖《广平府志》载:“广平，古汉郡也。其名之含义，一云“以形势言也”，取地域广阔平坦之义;二云想望古治而命其名。广平古属冀州，“尧都冀”，上古费尧曰:“帝德广运曰百姓平章”，取其中“广平”二字为名，鼓励在此执政者“广其仁慧，平其政刑”，使广平这块土地上的官像尧时代的官，民像尧时代的民。此系汉代郡、县名称的含义。

## 行政区划
广平县下辖7个镇：
广平镇、平固店镇、胜营镇、南阳堡镇、十里铺镇、南韩镇和东张孟镇。

## 人口
截止2021年底，廣平县总人口313375人。

## 交通
- 230国道过境。

## 气候
年降水量517.7毫米，年均气温13℃。